# Lubna Khalid Al Qasimi
Sheikha Lubna bint Khalid bin Sultan Al Qasimi, DBE (nascida em 4 de fevereiro de 1962) é uma política dos Emirados Árabes Unidos, membro da família governante de Sharjah e sobrinha do Sheikh Sultan bin Muhammad Al-Qasimi. Anteriormente, foi Ministra de Estado da Tolerância, Ministra de Estado da Cooperação Internacional e Ministra da Economia e Planejamento dos Emirados Árabes Unidos (EAU). Ela foi a primeira mulher a ocupar um cargo ministerial nos Emirados Árabes Unidos. 
Em março de 2014, ela foi nomeada Presidente da Universidade Zayed. A partir de 2017, ela é listada como a 36ª mulher mais poderosa do mundo pela Forbes. Ela foi listada no "Top 100 árabes mais poderosos" em 2013 e de 2016-18 pela Gulf Business.   

## História
Lubna formou-se na California State University, Chico, com bacharelado em Ciência da Computação, e possui MBA Executivo pela American University of Sharjah. Lubna recebeu um doutorado honorário em ciências da California State University, Chico. 
Ela retornou aos Emirados Árabes Unidos para trabalhar como programadora para a empresa de software Datamation ,em 1981. Ela era gerente da filial de Dubai da General Information Authority, a organização responsável por automatizar o governo federal dos Emirados Árabes Unidos.  Após este posto, ela trabalhou por sete anos na Autoridade Portuária de Dubai (DPA).  
Como parte de uma remodelação do gabinete, o primeiro-ministro dos Emirados Árabes Unidos, Mohammed bin Rashid Al Maktoum, anunciou que Sheikha Lubna assumiria o cargo de ministra no recém-criado Ministério da Tolerância. 

## Honras e prêmios
- 36ª mulher mais poderosa do mundo pela Forbes.[5]
- Lifetime Achievement Award no Asia HRD Congress 2012 [16]
- Honorary Dame Commander of The Most Excellent Order of the British Empire, 2013.[17]